# هايجن
الهايجن (بالصينية: 海禁، وتعني حرفياً "حظر البحر") هو قانون طُبِّق في الصين مرة خلال حقبة مملكة منغ ومرة أخرى خلال حقبة مملكة تشنغ يَقضي بحظر كافَّة الأنشطة البحرية. كان الغرض الأصلي من قانون الهايجن مكافحة القرصنة، إلا أنَّه ثبت لاحقاً أنه لم يكن ناجحاً على هذا الصعيد. فوق ذلك، فقد تسبَّب القانون بماشكل كثيرة لسكان المدن الساحلية وتجار البحار. كان من أهداف تطبيقه أيضاً في المراحل اللاحقة تضييق التجارة مع المستكشفين الأوروبيين الذين بدؤوا بالتوافد إلى الصين.

## سياسة منغ
كان الإمبراطور الصيني هونغوو من أسرة منغ أول من قرَّر تطبيق قانون الهايجن، حيث أمر بحظر كافَّة الأنشطة البحرية في الصين عام 1371. في تلك المرحلة، نصَّ القانون على ثلاثة بنود:
1. بناء قوة بحرية من 110,000 رجلٍ لحماية سواحل الإمبراطورية.
2. التعاون مع السلطات اليابانية لمكافحة القراصنة.
3. تنظيم التجارة البحرية لضبط البضائع المهرَّبة غير قانونياً.

رفع هذا الحظر عام 1405، ثم أعيد تطبيقه عام 1550، ليعاد رفعه عام 1567 إثر سقوط مملكة منغ.

## سياسة تشنغ
فُرِضَ في عام 1647 حظر جديدٌ على التجارة البحرية في ظلّ عهد مملكة تشنغ، وكان الهدف هذه المرة منع التجارة مع الأجانب (خصوصاً الأوروبيين)، مع عقوبةٍ شديدة وصارمة للمخالفين. في عام 1655، فرض الإمبراطور كانغ شي قانوناً يُعرَف بـ"الإقصاء العظيم"، يقضي بإخلاء المناطق الساحلية من جميع مدن الصين الرئيسية، مثل غوانغدونغ وفوجيان وجيجيانغ وجيانغسو وشاندونغ، وإجبار جميع سكانها على التحرُّك مسافة 30 إلى 50 لي (نحو 15 إلى 25 كيلومتراً) بعيداً عن السواحل، وذلك كخطوةٍ لمحاربة بعض الحركات المعادية لحكم تشنغ. رفع الحظر في عام 1684، وسمح الإمبراطور كانغ شي بعودة التجارة البحرية إلى البلاد.